# Odchylenie standardowe składnika resztowego
Odchylenie standardowe składnika resztowego – jedna ze statystycznych miar jakości prognozy. Wartość odchylenia standardowego reszt {\displaystyle s} informuje, jakie są przeciętne odchylenia wartości rzeczywistych zmiennej prognozowanej od teoretycznych prognozowanych przez model. Im mniejsza jest wartość tego miernika, tym lepsza jakość modelu. Odchylenie standardowe składnika resztowego wyraża się wzorem:
{\displaystyle s={\begin{bmatrix}{\frac {1}{n-m-1}}{\sum \limits _{t=1}^{n}(y_{t}-{\hat {y_{t}}})^{2}}\end{bmatrix}}^{0{,}5},}
gdzie:
{\displaystyle n} – liczba obserwacji,
{\displaystyle m} – liczba zmiennych objaśniających (bez zmiennej stojącej przy wyrazie wolnym),
{\displaystyle y_{t}} – wartość zmiennej {\displaystyle Y} w chwili {\displaystyle t,}
{\displaystyle {\hat {y_{t}}}} – teoretyczna wartość zmiennej {\displaystyle Y} w chwili {\displaystyle t.}